# Transpantaneira

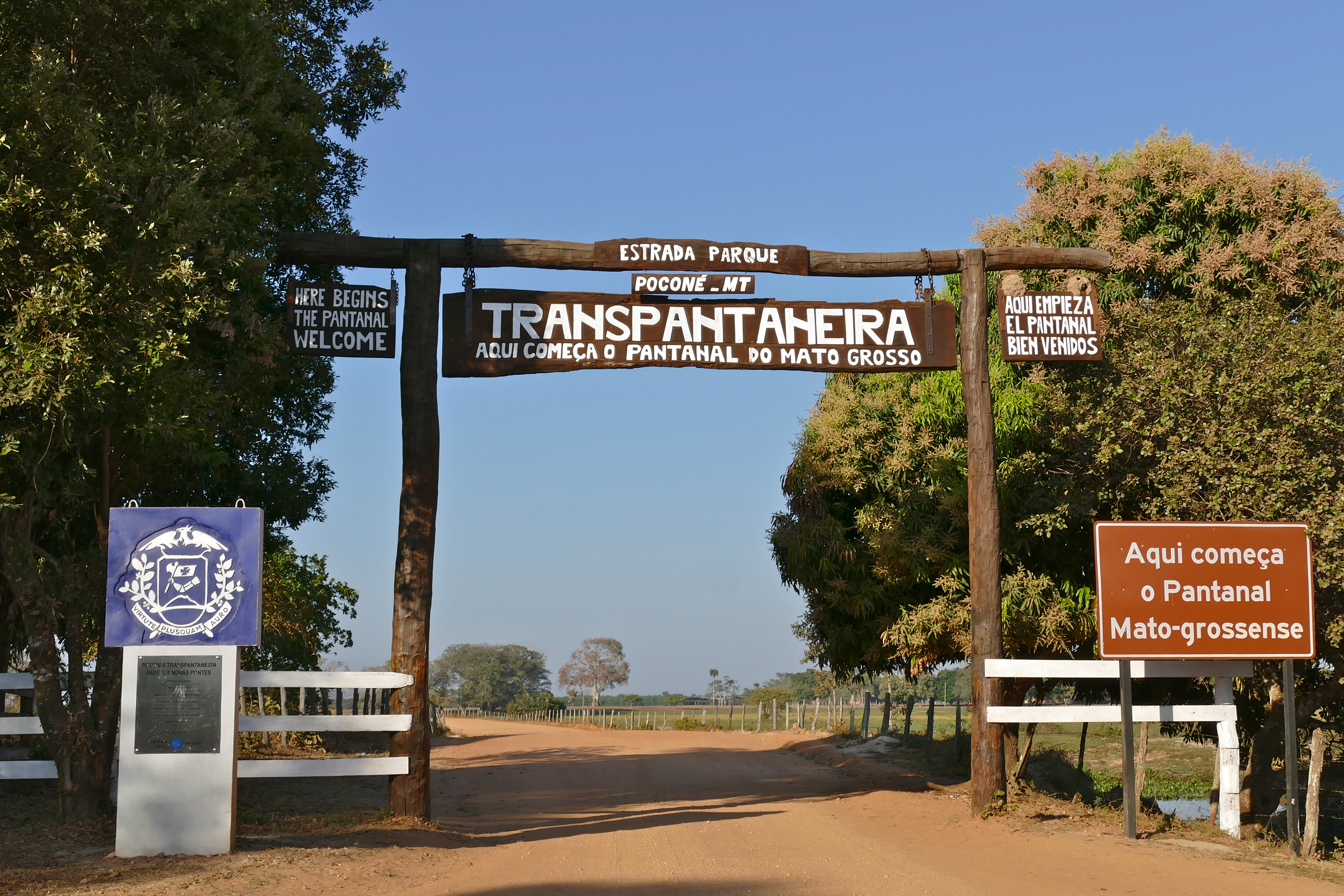
Einfahrtstor zur Transpantaneira südlich von Poconé (Juli 2016)

Die Transpantaneira (MT-060; Rodovia Zelito Derliéo) ist eine durch das Pantanal in Brasilien führende 147,6 km lange Naturstraße, die in Poconé beginnt und in Porto Jofre endet.

## Lage
Die Transpantaneira ist eine Landesstraße und heißt offiziell MT-060 (oder Rodovia Zélito Dorileo). Sie liegt im brasilianischen Bundesstaat Mato Grosso. Sie beginnt dort südlich von Poconé und führt mitten durch das Feuchtgebiet des nördlichen Pantanal (portugiesisch pântano, „Sumpf“). Das Präfix „Trans-“ bedeutet „durch das Pantanal hindurchführend“. Sie dient heute hauptsächlich dem Tourismus und dem Gütertransport für einige Farmen (portugiesisch fazendas) am Rande der Straße.

## Geschichte
Die brasilianische Militärdiktatur unter Präsident Emílio Garrastazu Médici beschloss im Jahre 1973, eine Nord-Süd-Verbindung zur Bundesstraße BR-262 in Mato Grosso do Sul zwischen Campo Grande und Corumbá zu bauen. Der Bau begann im September 1973, auch in Corumbá gab es einen nördlich führenden Straßenabschnitt. Als die Straße nach einem Drittel ihrer geplanten Länge Porto Jofre erreicht hatte, wurde beschlossen, den Weiterbau hier zu beenden. Gründe waren die Überlegung, dass es nicht sinnvoll ist, eine Straße zu bauen, die sechs Monate im Jahr unter Wasser steht, und zudem protestierten die Umweltschützer. Auch in der Trockenzeit (April–September) sind die Flüsse und großen Sumpfgebiete nicht gänzlich ausgetrocknet, insbesondere in der großen Regenzeit (Februar/März) und der Übergangszeit (März/April) ist die Straße unpassierbar. Die Transpantaneira wurde bis 1976 fertiggestellt. Seit 2016 wurden auf den ersten 65 Kilometern bis nach Pixaim die Holzbrücken durch Eisen-Beton-Brücken ersetzt.

## Verlauf
An der Straße liegen wenige Ortschaften, die Farmen sind durch Stichstraßen erreichbar. Die Entfernungen werden einheitlich von Poconé gerechnet.
| Ortschaft            | Bundesstaat | Entfernung von Poconé (in km) |
| -------------------- | ----------- | ----------------------------- |
| Poconé               | Mato Grosso | 0                             |
| Einfahrtstor         | Mato Grosso | 17                            |
| Statue São Francisco | Mato Grosso | 18                            |
| Bar Barara           | Mato Grosso | 32                            |
| Pixaim               | Mato Grosso | 62                            |
| Ende Stromnetz       | Mato Grosso | 65                            |
| Porto Jofre          | Mato Grosso | 147                           |
| MT-060               | gesamt      | 147                           |

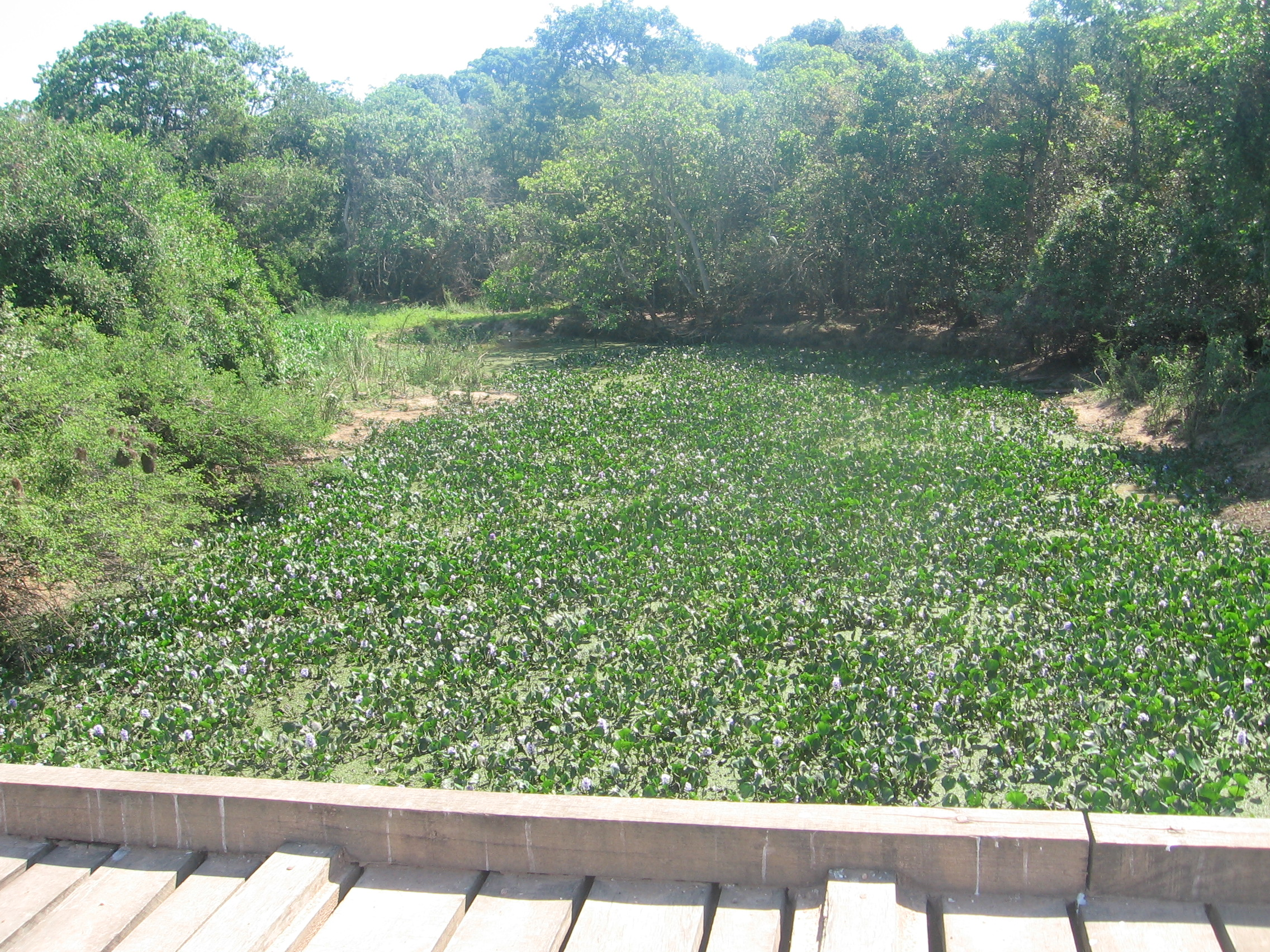
Blick von einer der Holzbrücken auf das Sumpfland

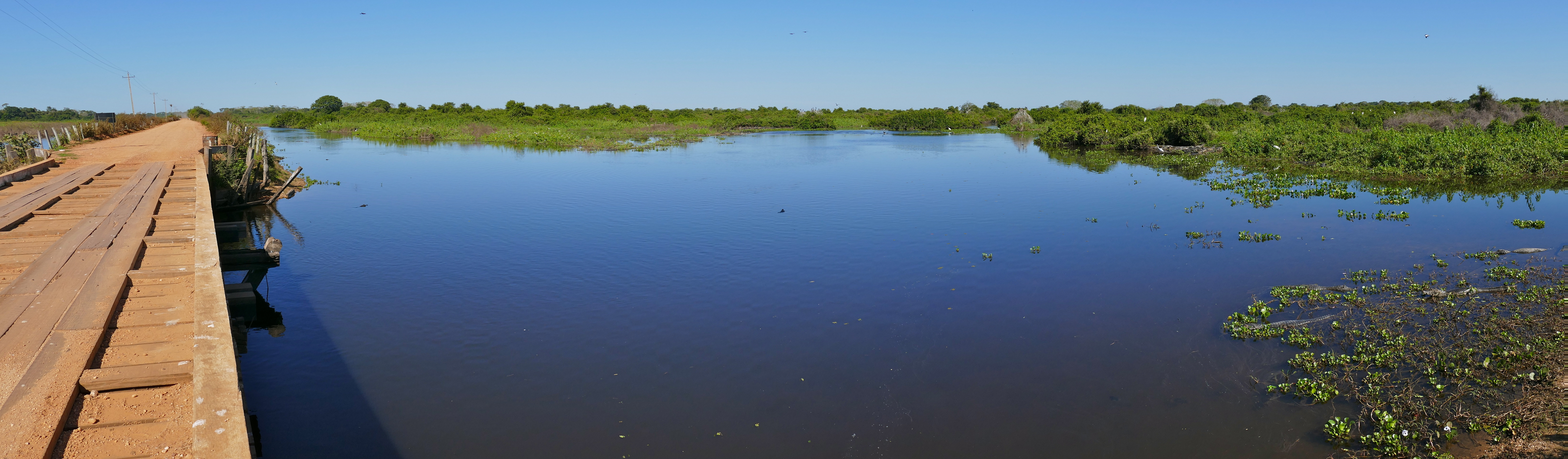
Holzbrücke über den Rio Bento Gomes (Juni 2016)

Die Transpantaneira durchquert das nördliche Pantanal in Nord-Süd-Richtung und führt über 127 Holzbrücken. Als wesentliche Flüsse werden durch diese unter anderem der Rio Bento Gomez, Rio Novo, Rio Frio und der Rio Cuiabá überquert, die übrigen Brücken sind für die zahlreichen Sümpfe und das Schwemmland vorgesehen. Aus ihnen ragen Inseln (portugiesisch capões de mata) hervor. Das Straßenende liegt in Porto Jofre, das wesentlich nur aus einem Hotel besteht. Die Straße führt durch Strauchsavanne (portugiesisch cerrado) und umfangreiche lagunenartigen Überschwemmungsgebiete in vollkommener Wildnis. Die Fauna weist zahlreiche endemische Tierarten auf wie Kaimane (portugiesisch jacaré), Jaguare (portugiesisch onça pintada), Nandu, Riesenstorch (portugiesisch jabiru), Wasserschweine (portugiesisch capybara) und Kolonien von Aras (portugiesisch arara; Blauaras, eigentliche Aras, Hyazintharas).
Bei Pixaim überquert sie den Rio Pixaim, über das Sumpfgebiet führt sie als leicht überhöhte holprige Schotterpiste mit situationsabhängig ungepflegtem Zustand. Matschphasen und zerstörte Holzbrücken wechseln sich ab. In Porto Jofre am Rio São Lourenço ist das Straßenende erreicht; der Fluss bildet hier die Grenze zum Bundesstaat Mato Grosso do Sul. Auf ihm verkehrt Frachtschifffahrt. Südwestlich von Porto Jofre liegt der Nationalpark Pantanal Matogrossense.